# Jacinto Ontañón
Jacinto Ontañón Enríquez y Arias de Mendoza (Burgos, siglo XIX-ibídem, 1917) fue un periodista español.
Fue redactor de medios como El Eco Popular, El Eco de Burgos y El Independiente, también burgalés, y director, en la misma capital, de El Papa-Moscas. Con este último colaboró en su primera etapa y lo refundó.
Fue también presidente del Ateneo de Ciencias, Artes y Bellas Letras de Burgos.
Era padre de Eduardo de Ontañón, escritor, periodista y editor.
Falleció en su ciudad natal en 1917, a los 71 años de edad.